# Peremixliani
Peremixliani (ucraïnès: Перемишляни, polonès: Przemyslany; jiddisch: פרימישלאן) és una ciutat a la Província de Lviv (regió) d'Ucraïna. És centre administratiu del raion de Peremixliani. Població: 6.874 (estimació 2013).
Przemyślany, nom de la ciutat en polonès, va ser esmentada per primer cop com a poble el 1437. Fins al Repartiment de Polònia (1772), va formar part del Voivodat de Rutènia polonès. El 1623, Przemyslany va obtenir els drets de Magdeburg. De 1772 a 1918, va pertànyer a la Galítsia austríaca, i el 1918, va retornar a Polònia. En la Segona República Polonesa, era un comtat del voivodat de Ternópil. La ciutat va tenir una població jueva de 2.934 habitants el 1900.

## Nadius famosos
- Naftule Brandwein, músic klezmer.
- Wojciech Filarski (1831 - 1898), filòsof polonès, rector de la Universitat de Lviv.
- Omelian Kovch (1884–1944), màrtir i sacerdot ucraïnès assassinats al Majdanek campament de mort.
- Wilhelm Reich (1897–1957), psicoanalista i científic, va néixer en el poble de Dobrzanica (ara Dobryanichi), en el districte de Peremixliani.
- Adam Daniel Rotfeld, diplomàtic polonès i Ministre d'afers estrangers.
- Baruch Steinberg (1897-1940), rabí mort en la Massacre de Katin
- Vilunya Diskin (b. 1942), supervivent de l'Holocaust, autor de Els nostres cossos, nosaltres[2][3]

## Galeria

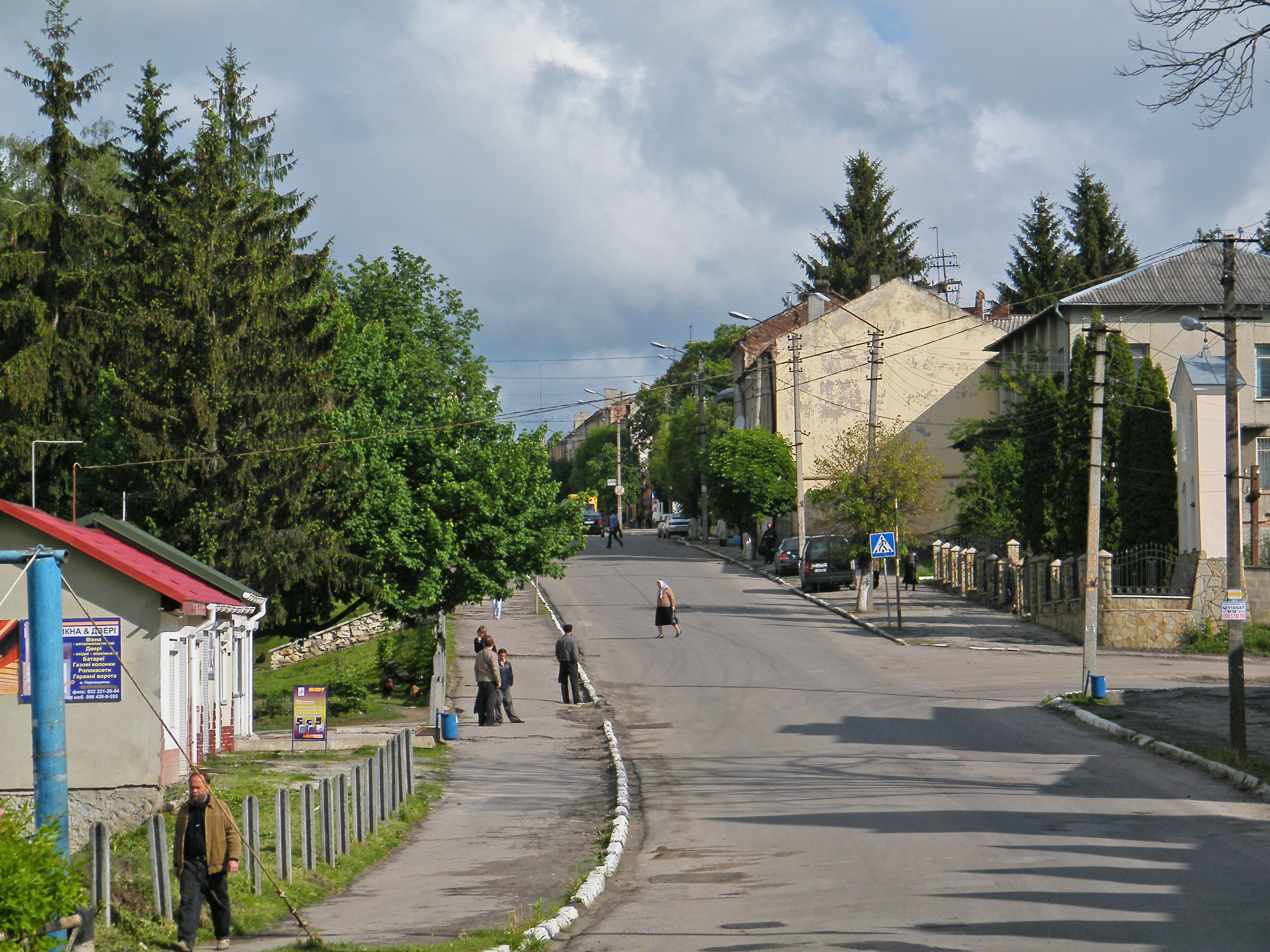
Carrer principal de Peremixliani
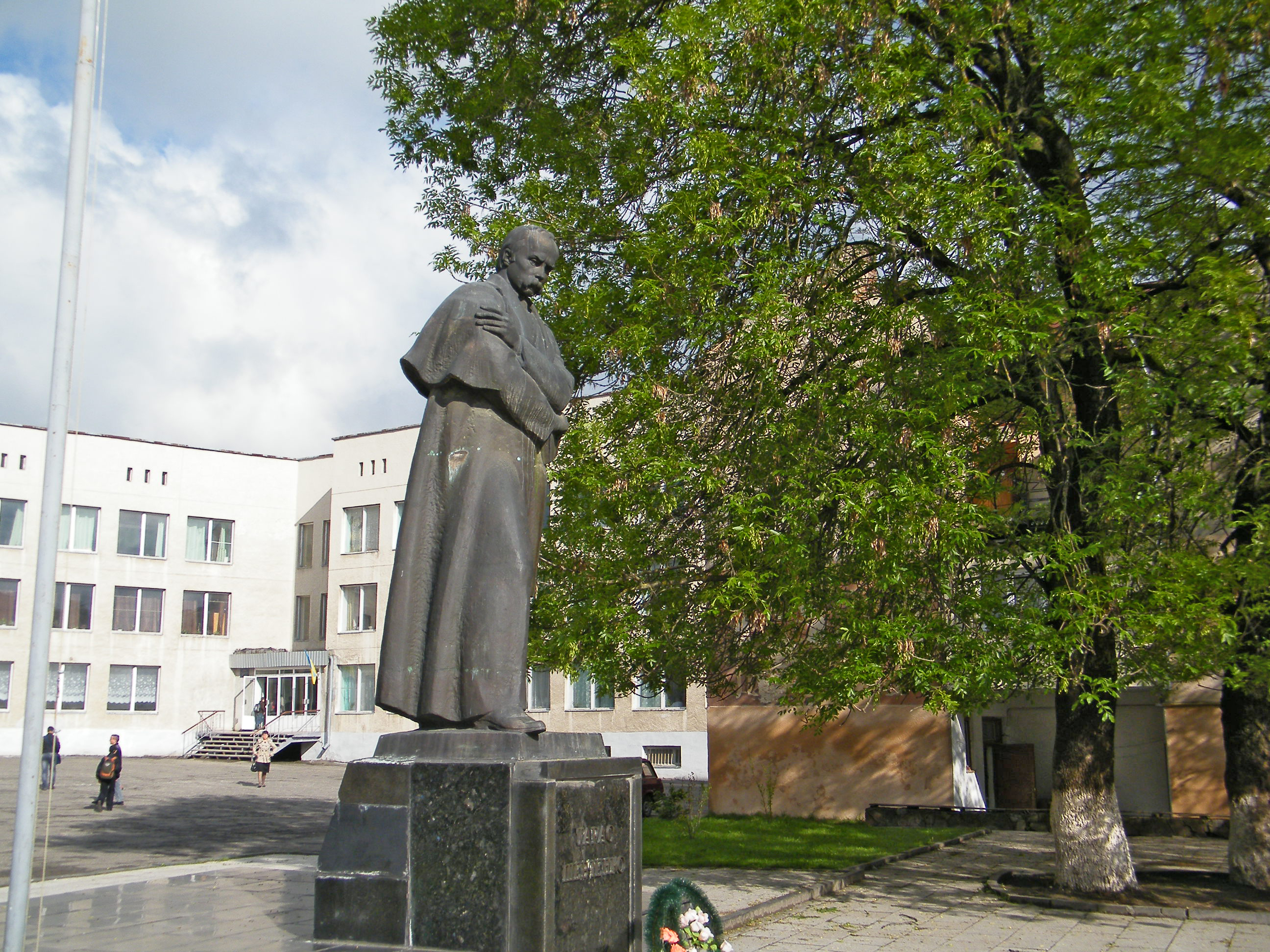
Escola local i monument a Taras Shevchenko
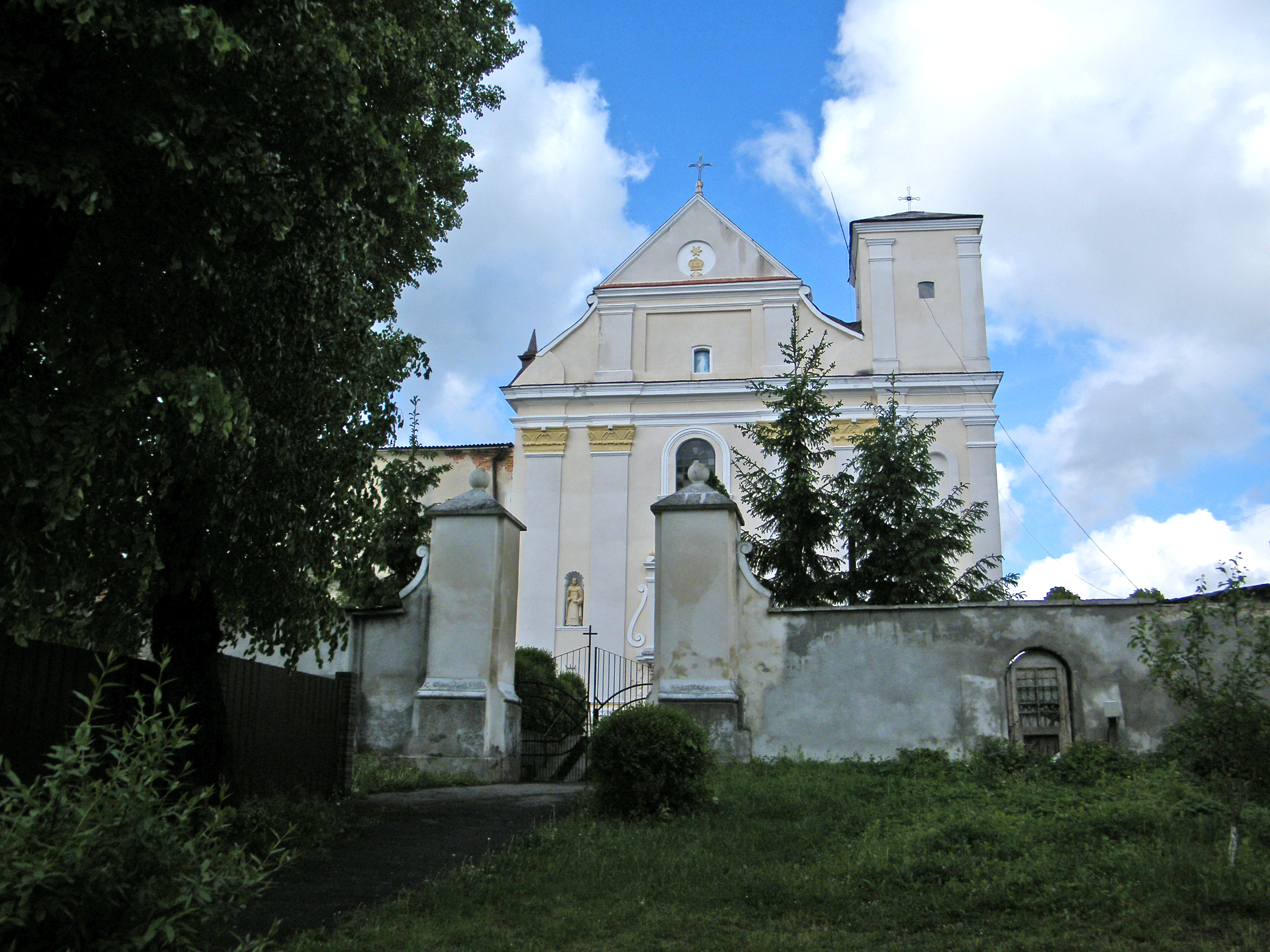
Església de Sant Pere i Sant Pau
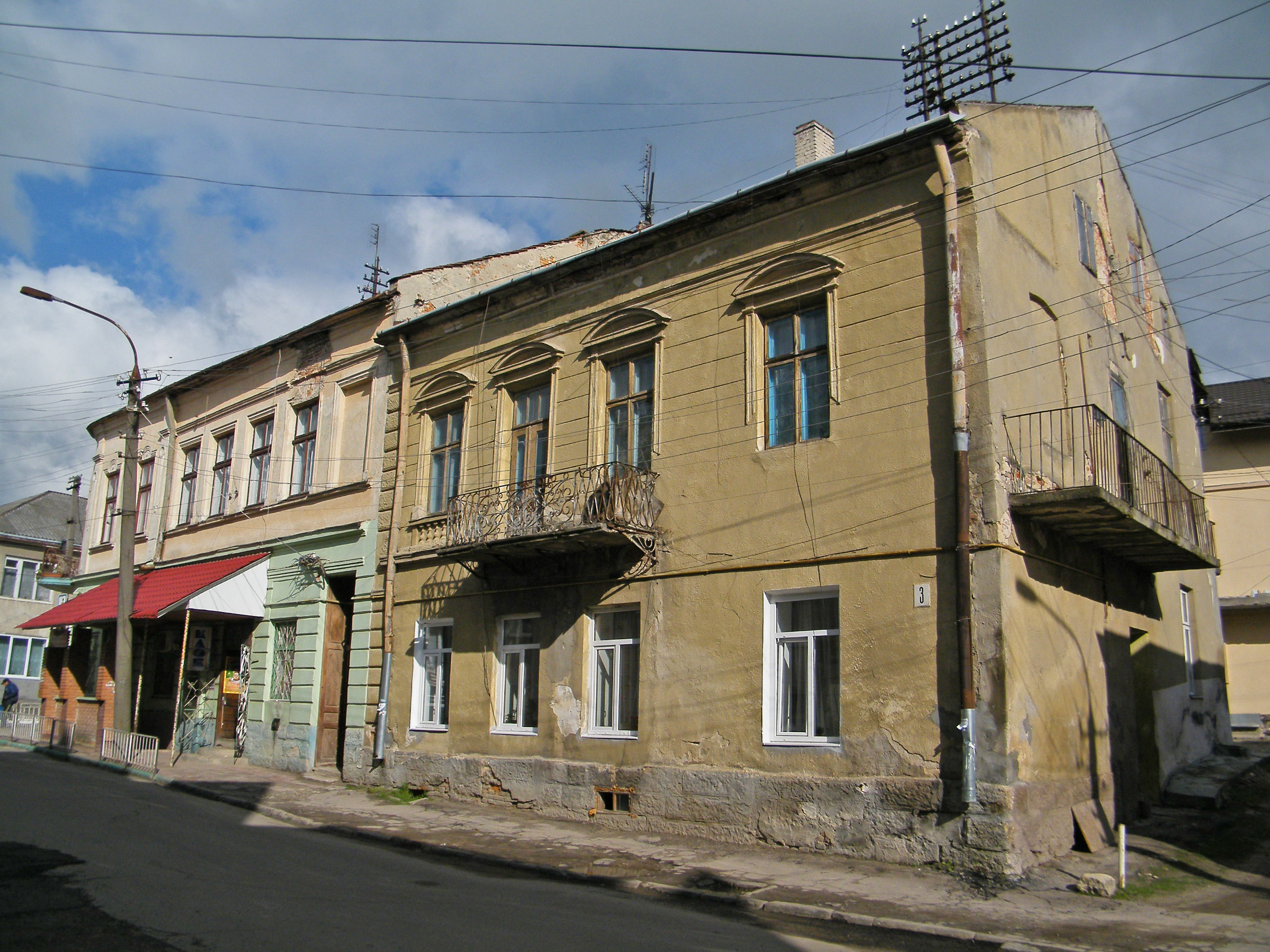
El nucli antic de Peremixliani
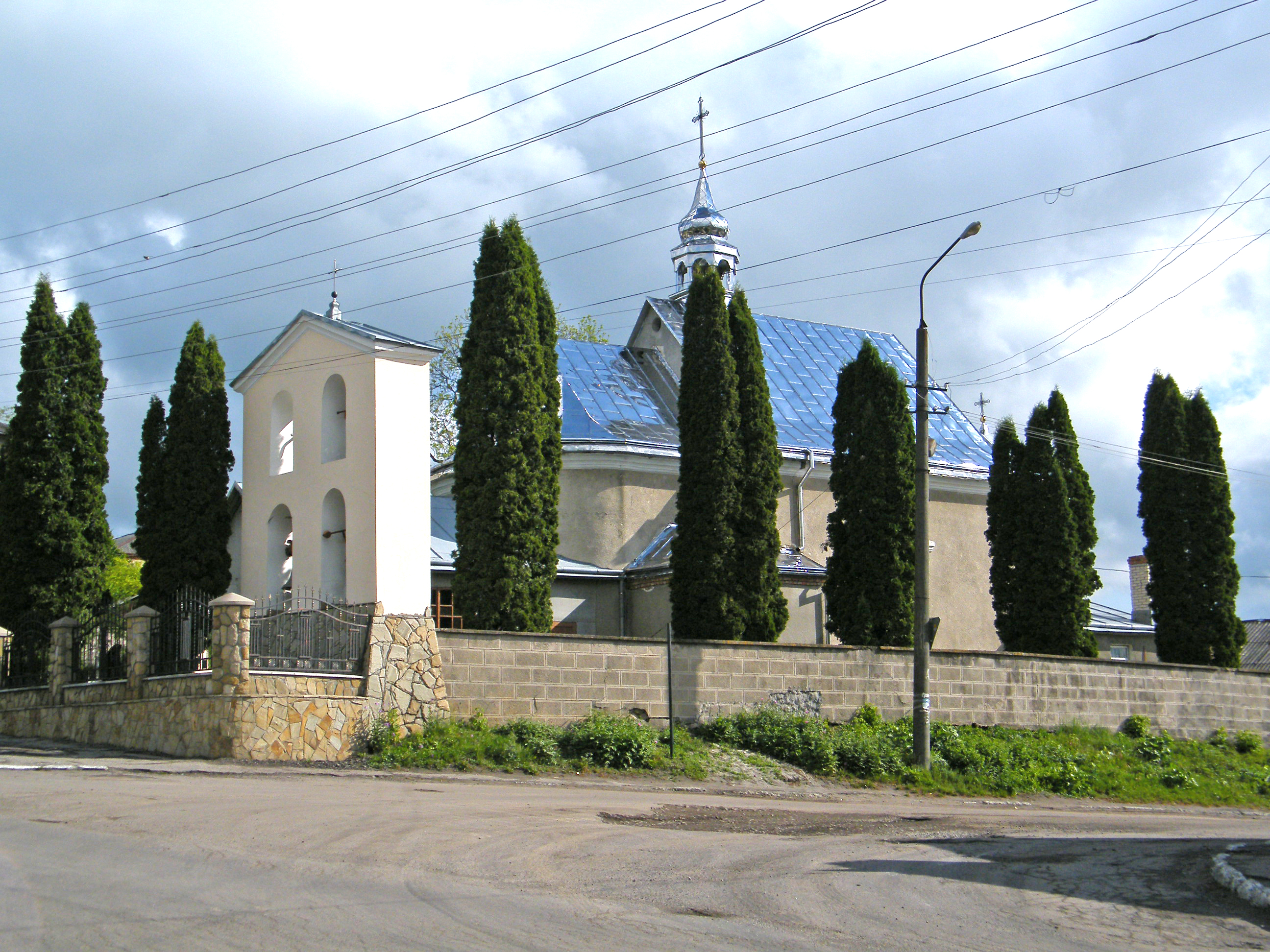
Església de Sant Nicolau